# کلیساهای ارتدکس مشرقی
کلیساهای ارتدکس مشرقی (انگلیسی: Oriental Orthodox Churches)، کلیساهای مسیحیان شرقی هستند که به مسیحیت میافیزیسم پایبند هستند، با تقریباً ۶۰ میلیون عضو در سراسر جهان. کلیساهای ارتدکس مشرقی بخشی از اعتقادنامه نیقیه هستند که از قدیمی‌ترین شاخه‌های آن محسوب می‌شوند.
نام‌های دیگری که این کلیساها با آن‌ها شناخته شده‌اند عبارتند از: مشرقی قدیم، مشرقی باستانی، ضدخلقیدونی، پیشاخلقیدونی, غیرخلقیدونی، میافیزیسم و تک‌سرشت‌باوری.
کمونیون کلیساهایی در مسیحیت شرقی است که تنها سه شورای کلیسایی اول را به رسمیت می‌شناسند: شورای نخست نیقیه در ۳۲۵، اولین شورای قسطنطنیه در ۳۸۱ و شورای افسوس در ۴۳۱. این کمونیون متشکل از شش کلیسای دارای اسقف مستقل است: کلیسای حواری ارمنی، کلیسای ارتدکس قبطی، کلیسای ارتدکس توحیدی اریتره، کلیسای ارتدکس توحیدی اتیوپی، کلیسای ارتدکس سریانی مالانکارا، و کلیسای سریانی ارتدکس.